# قضیه بیکر
قضیه بیکر (Baker's theorem) یکی از نتایج مهم در نظریه اعداد تحلیلی است که توسط ریاضیدان انگلیسی هارولد بیکر در سال ۱۹۶۶ مطرح شد. این قضیه به بررسی خط استقلال خطی لگاریتمهای اعداد جبری میپردازد.
در نظریه اعداد متعالی، قضیه بیکر (انگلیسی: Baker's theorem) تعمیمی بسیار کلیتر از این پرسش صورت مسئلهٔ مسئله هفتم هیلبرت (اینکه «اگر {\displaystyle a\neq 0,1} عددی جبری و {\displaystyle b} عددی جبری ولی گنگ باشد آیا {\displaystyle a^{b}} همواره متعالی است؟») برای هر فرم خطی از لگاریتم‌ها است. قضیهٔ بیکر به وسیله آلن بیکر در سال ۱۹۶۶ به اثبات رسید. بیکر به خاطر حل این مسئله مدال فیلدز سال ۱۹۷۰ را از آن خود کرد. قضیهٔ بیکر کاربرد وسیعی در شاخه‌های مختلف نظریه اعداد و به‌خصوص در حل معادله‌های دیوفانتی داراست.